# Vatsiputriya
Vatsīputrīya to wczesna szkoła buddyjska wywodząca się z vibhajjavādy. Powstała za panowania króla Aśoki i była szeroko rozpowszechniona w Indiach i w Azji Południowej. Później jej nazwę zmieniono na sammitiya.
Wyznawcy vatsīputrīyi podzielali pogląd wcześniejszej szkoły pudgalavādinów, głosząc, iż istnieje prawdziwa „osoba”, która niesie ze sobą bagaż skandh, podlegający procesom takim, jak karma i odrodzenie. Jednak istota osobowości nie zawsze jest identyczna z jej składnikami. Pojmowali istnienie osobowości w kategoriach metafizyki – jest rzeczywista, lecz nie można jej zdefiniować. Podobnie do pudgalavadinów uznawali również istnienie stanu pośredniego pomiędzy życiem a odrodzeniem.
Głosili, że popełnienie jakiegoś czynu powoduje powstanie bodźca (sanskara), który staje się zalążkiem owocu, będącego konsekwencją poprzedniego czynu – pomimo iż czyn ten już nie istnieje.